# Стамбульський музей сучасного мистецтва
İstanbul Modern, Стамбульський музей сучасного мистецтва, (тур. İstanbul Modern Sanat Müzesi) — музей сучасного мистецтва в Бейоглу районі Стамбула, Туреччина. Відкритий 11 грудня 2004 року музей переважно репрезентує художників з Туреччини. Левент Чаликоглу — генеральний директор музею, а Оя Ечзачибаши обіймає посаду голови ради директорів.

## Розташування
Музей відкрився на колишньому морському складі під назвою «Антрепо № 4», який був замінений архітекторами компанії Табанлиоглу. Розташований на Босфорі в мікрорайоні Топгане, має великі виставкові зали на обох поверхах. На верхньому поверсі розміщено постійну колекцію, кімнати для освітніх програм, магазин та ресторан, а нижній поверх використовується для тимчасових виставок, сучасного кінотеатру Стамбула та бібліотеки.
З 2018 року музей будує нову будівлю, розроблену дизайнером Ренцо Піано, в порту Галата. Старе місце було закрите 18 березня 2018 року. Музей тимчасово переніс свою роботу до будівлі Union Française у Бейоглу, яку спроєктував 1896 року архітектор Александр Волларі.
Кошти на нову будівлю музею надано організацією Eczacıbaşı Group, а також Doğuş Group, Bilgili Holding та консорціумом порту Галата.

## Колекція
У постійній колекції представлені твори широкого кола художників з Туреччини, серед яких Ходжа Алі Різа, Миґирдіч Дживанян, Нурі Иєм, Гікмет Онат, Нурулла Берк, Бурган Доґанчай, Недім Ґунсур, Омер Улук, Айдан Озменоглу, Джевдет Ерек, Шенер Озмен, Бенґю Карадуман, Хюсейїн Чаглаян, Бурку Яджиоглу, CANAN, Інджі Евінер, Гандан Бюрютечене, Гейл Тенґер, Юсуф Тактак, Сейгун Топуз, Шюкран Морал, Саркіс та Абдулмейджид II, останній халіф Османської династії. Вона також включає твори міжнародних художників, серед яких Тоні Крегг, Джуліан Опі, Моніка Бонвічіні, Адріан Віллар Рохас, Олафур Еліассон, Ліам Гіллік, Даг Айткен, а також Дженніфер Аллора та Гільєрмо Кальзаділья.

## Галерея

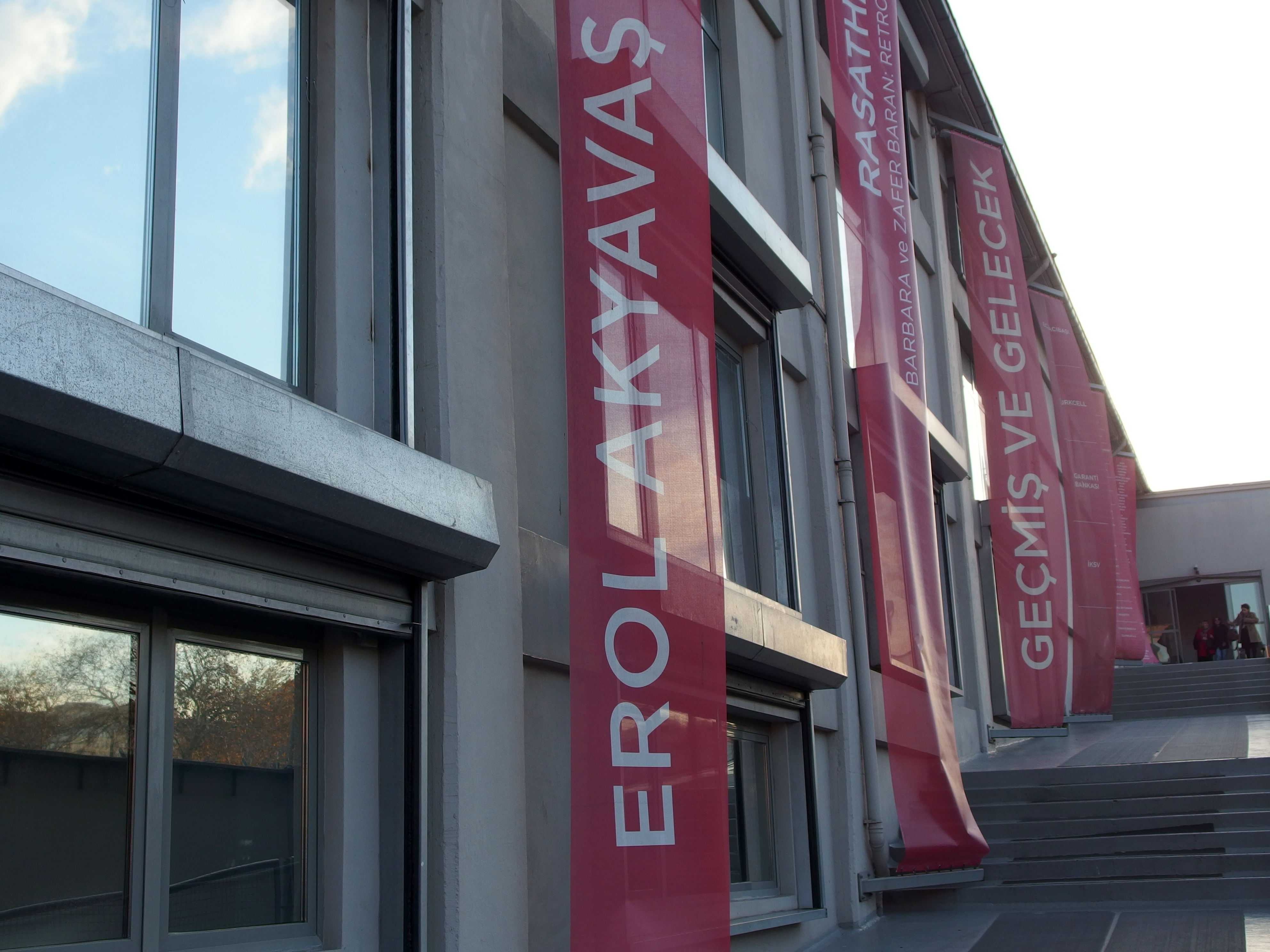
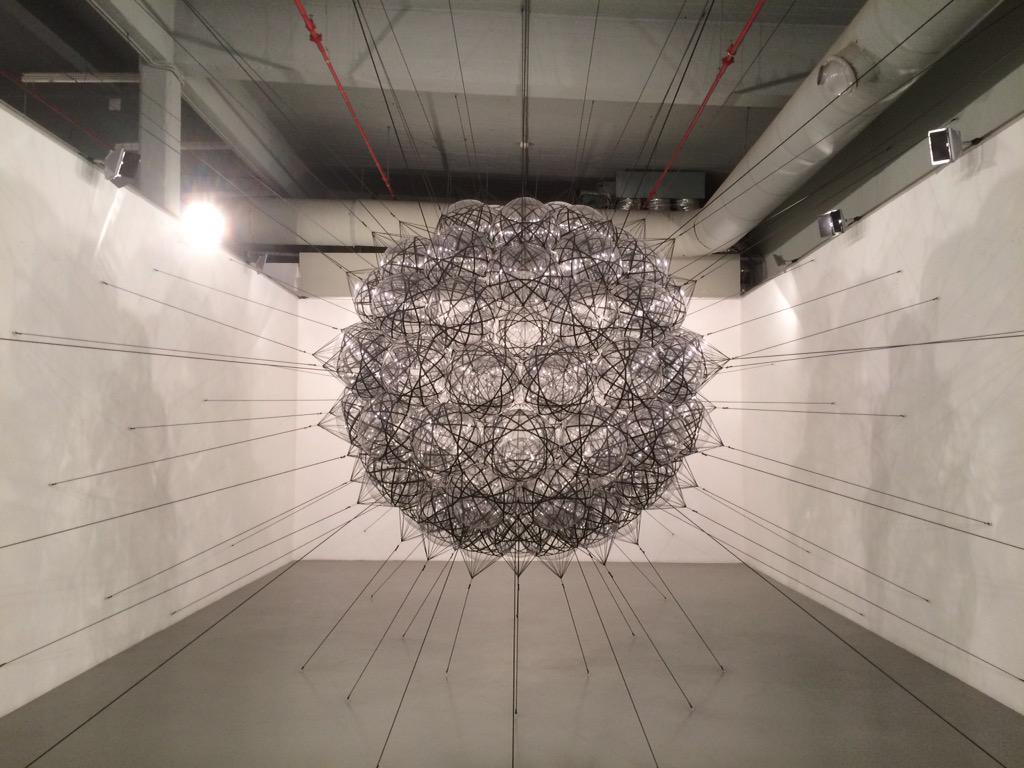
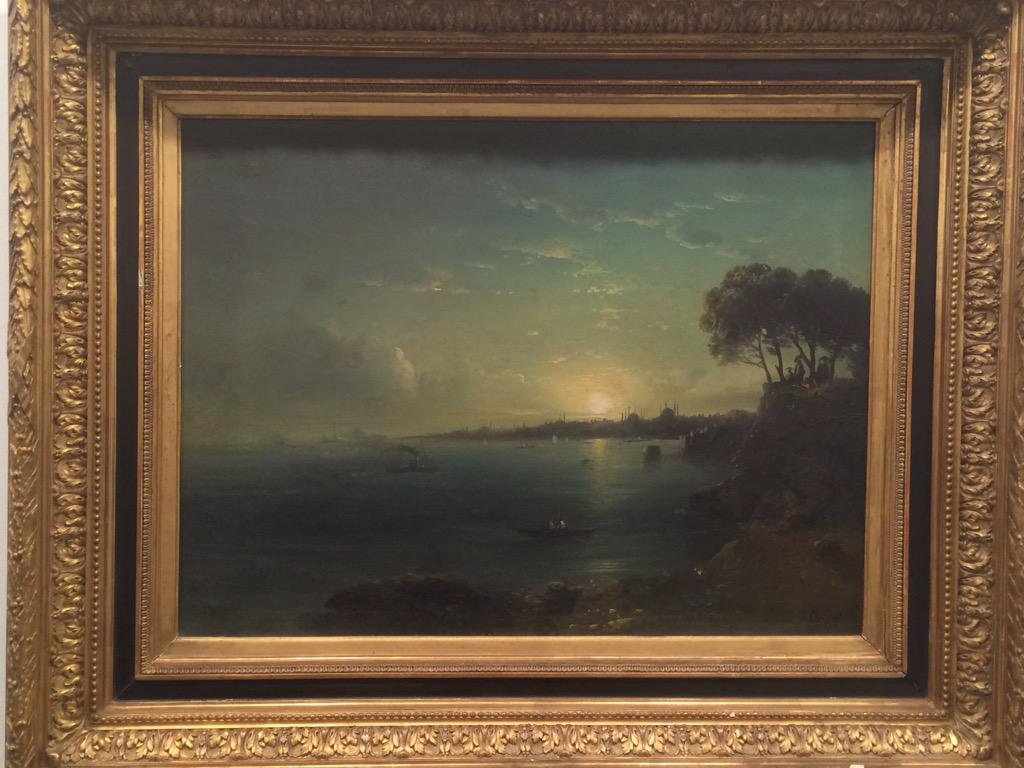
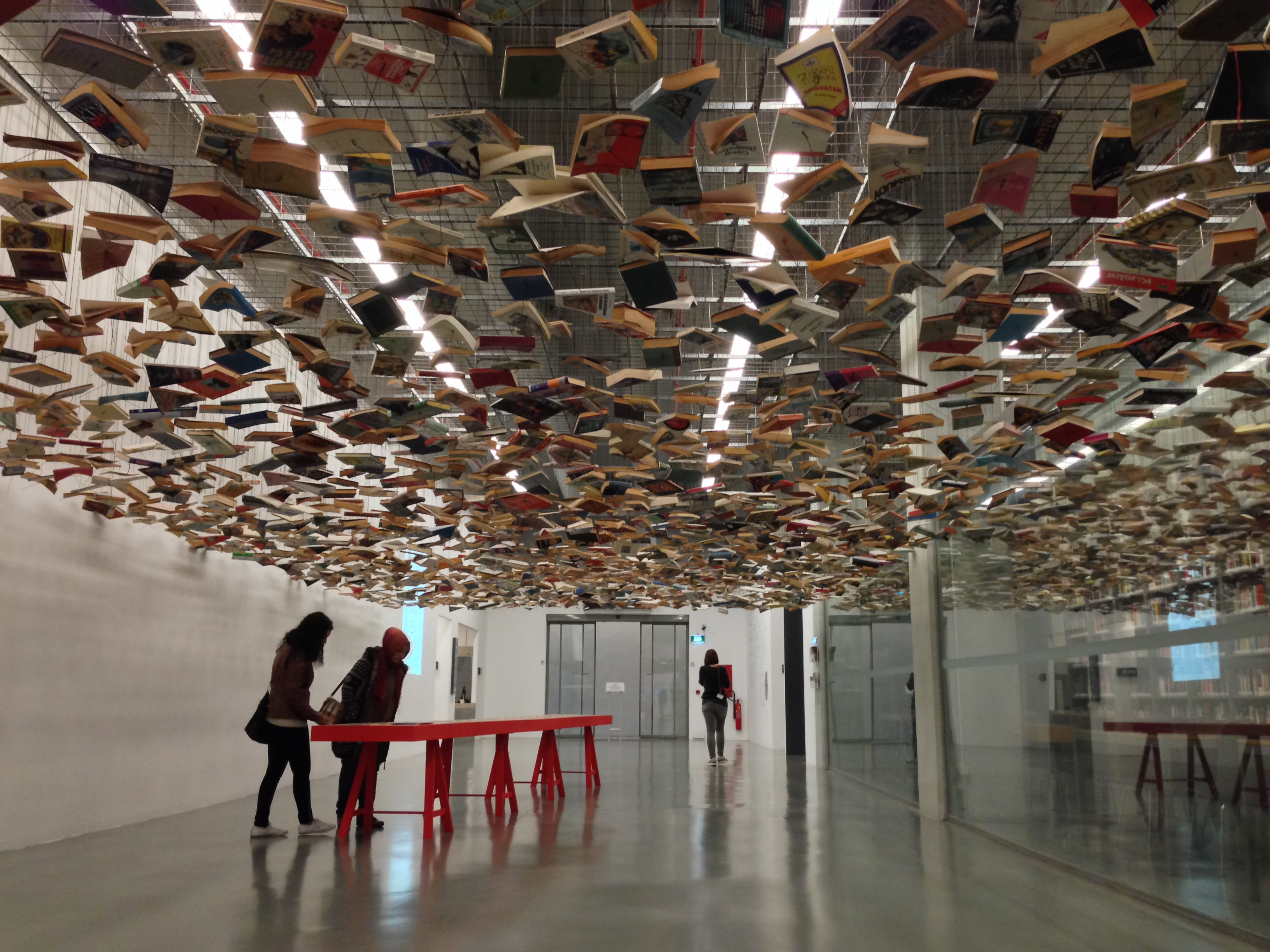
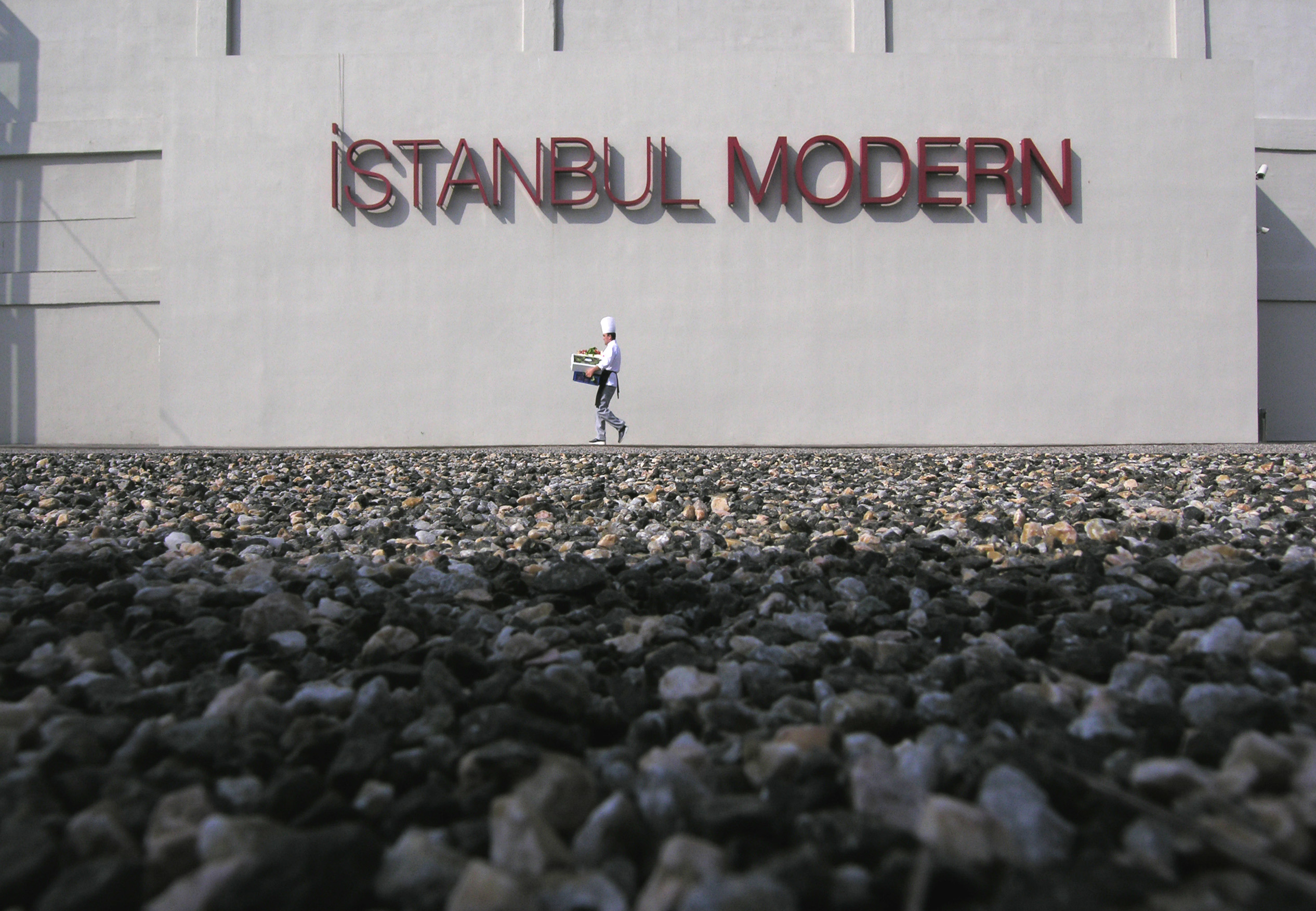
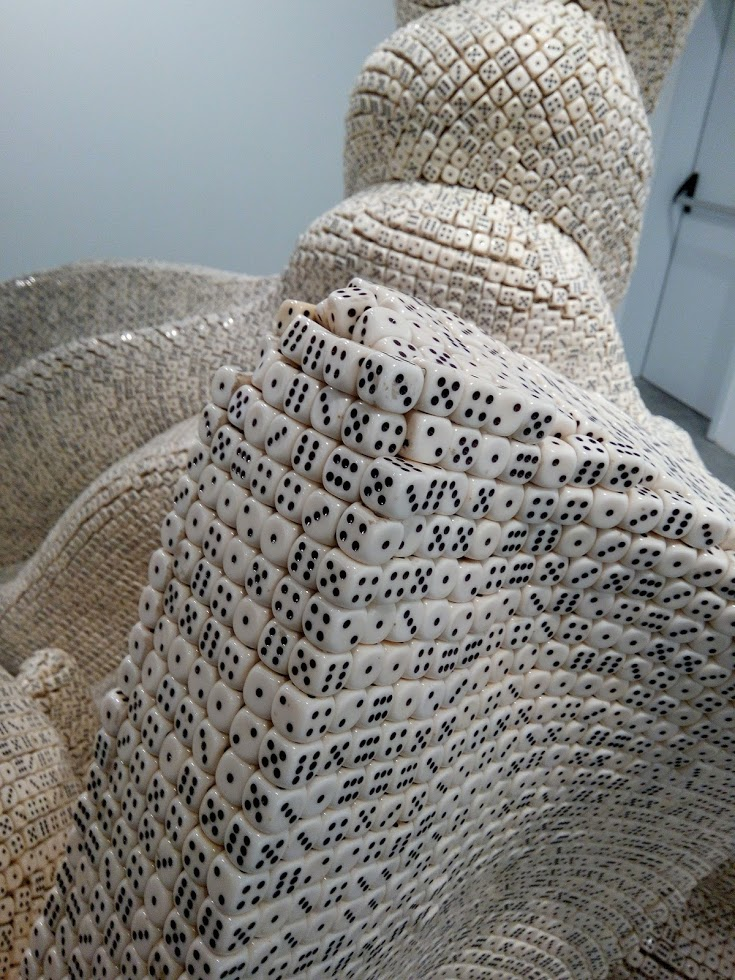
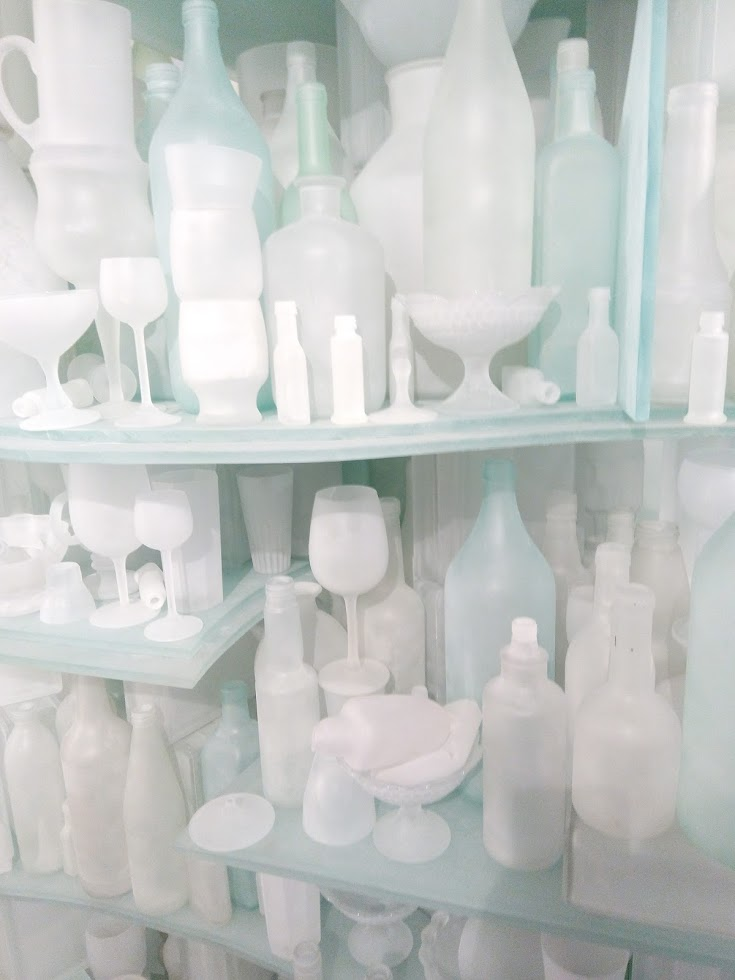
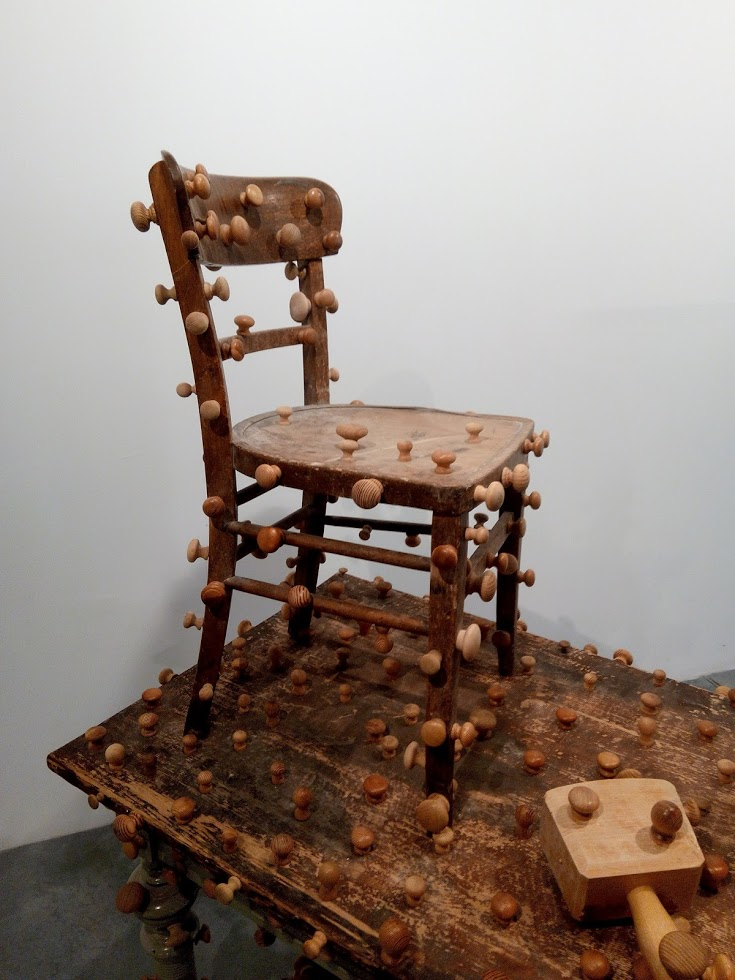
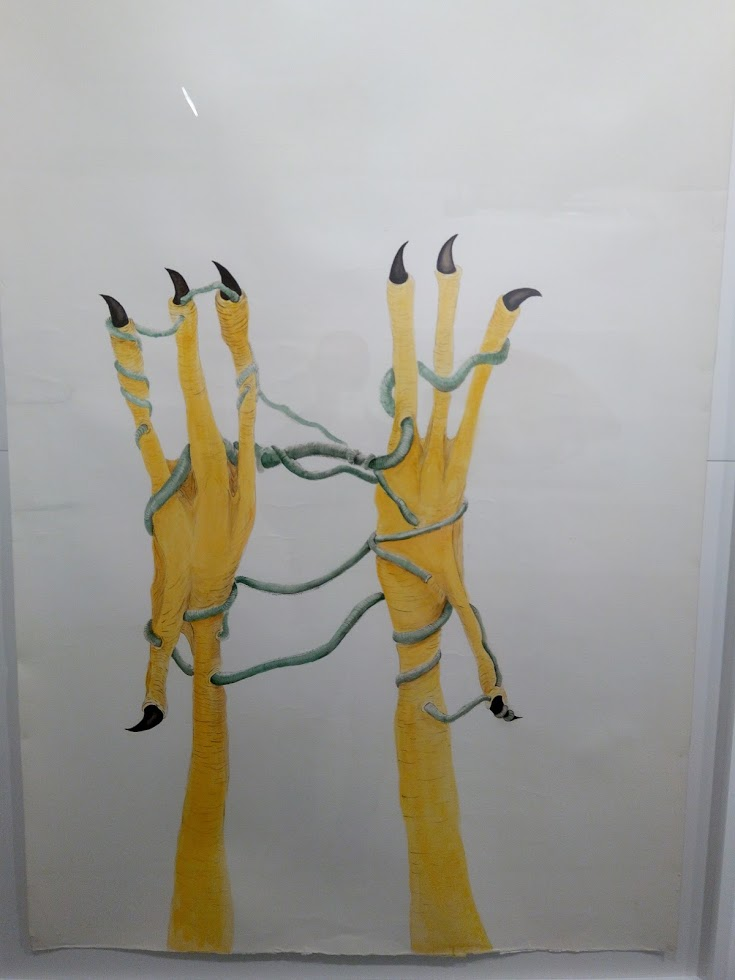
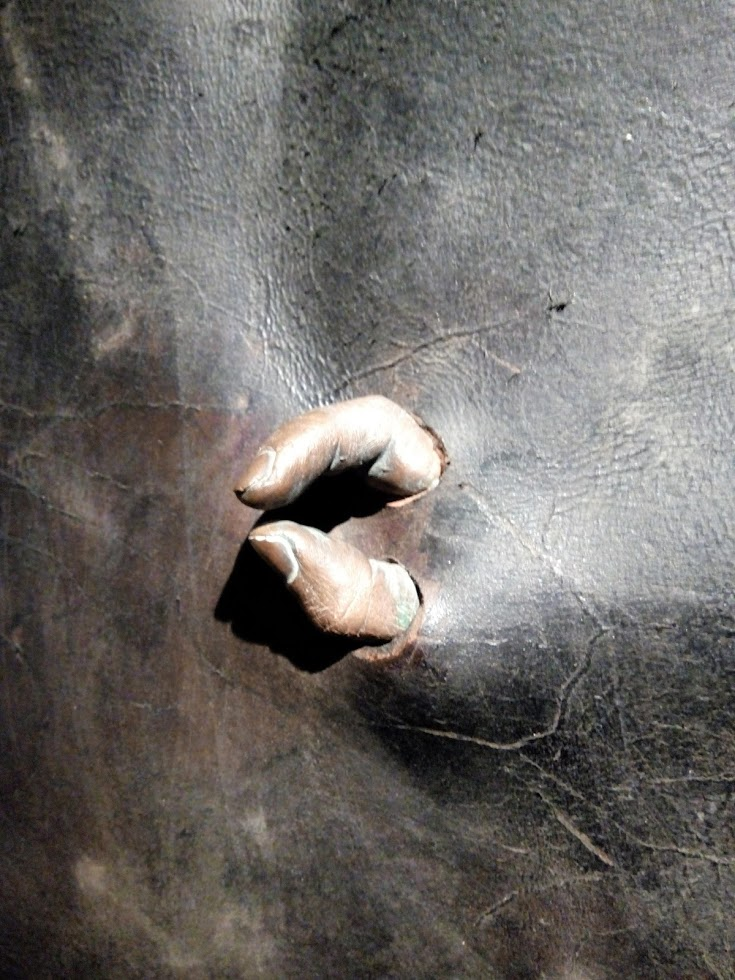
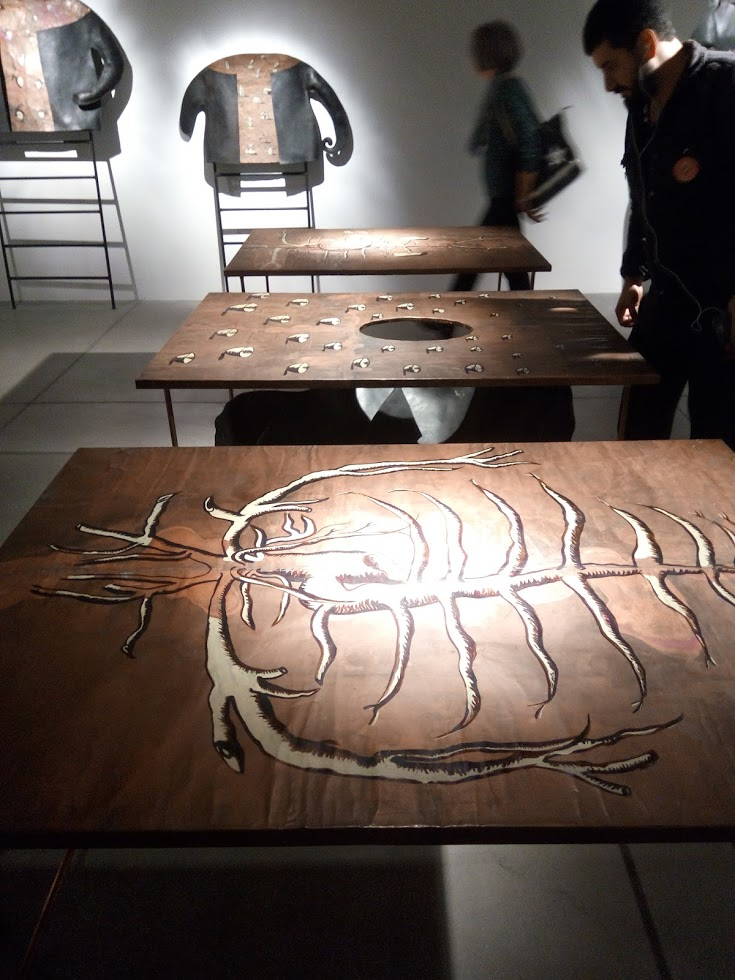